# أسطورة الأدب الرفيع
أسطورة الأدب الرفيع هو كتاب للباحث الاجتماعي العراقي الدكتور علي الوردي صدرت الطبعة الشرعية الأولى للكتاب في بغداد عام 1957 ثم صدرت بعد ذلك الطبعة الثانية للكتاب في لندن عام 1994.
الكتاب عبارة عن مجموعة مقالات كتبها الدكتور علي الوردي رداً على مقالات الدكتور عبد الرزاق محيي الدين أستاذ الأدب العربي. حيثُ يتناول الكتاب الأدب والشعر وبعض القواعد اللغوية بالنقد، إضافة لنقد الأدب السلطاني، واعتبار الشعراء المادحين للسلاطين شحاذين.
أهدى الوردي كتابه هذا «إلى أولئك الأدباء الذين يخاطبون بأدبهم أهل العصور الذهبية الماضية، عسى أن يحفزهم الكتاب على أن يهتموا قليلاً بأهل هذا العصر الذي يعيشون فيه، ويخاطبوهم بما يفهمون. فلقد ذهب عهد الذهب، واستعاض عنه الناس بالحديد!»

## محتويات الكتاب
يبدأ الكتاب بعرض خمس مقالات للدكتور عبد الرزاق محيي الدين، ثم مقالات الدكتور الوردي المعنونة حسب الترتيب التالي:
- المقالة الأولى: الأدب والاجتماع
- المقالة الثانية: مشكلة تبسيط اللغة
- المقالة الثالثة: المعاني والبيان
- المقالة الرابعة: الشعر والشذوذ الجنسي
- المقالة الخامسة: بين المحاسن والمساوئ
- المقالة السادسة: بين اللفظ والمعنى
- المقالة السابعة: شاعرية العرب
- المقالة الثامنة: الشعر والدراسة الاجتماعية
- المقالة التاسعة: قريش والشعر
- المقالة العاشرة: الإسلام والشعر
- المقالة الحادية عشرة: حقيقة الشعر الجاهلي
- المقالة الثانية عشرة: خصائص اللغة العربية
- المقالة الثالثة عشرة: معجزة القرآن
- المقالة الرابعة عشرة: عقدة النحو العربي
- المقالة الخامسة عشرة: إلى متى ننفخ في الرماد؟
- المقالة السادسة عشرة: أصل الإعراب
- المقالة السابعة عشرة: وظيفة الإعراب
- المقالة الثامنة عشرة: واضع النحو العربي
- المقالة التاسعة عشرة: النحو والشعر
- المقالة العشرون: النحو والمنطق أرسطوطاليس
- المقالة الحادية والعشرون: اللغة والتمايز الطبقي
- المقالة الثانية والعشرون: قصة النثر العربي
- المقالة الثالثة والعشرون: قصة النثر العربي (تابع)
- المقالة الرابعة والعشرون: غربة أديب
- المقالة الخامسة والعشرون: الجاحظ وأبو حيان التوحيدي
- المقالة السادسة والعرشون: الأدب السلطاني
- المقالة السابعة والعشرون: مفهوم الأدب الرفيع
- المقالة الثامنة والعشرون: نقاد الأدب
- المقالة التاسعة والعشرون: نموذج آخر
- المقالة الثلاثون: نموذج ثالث
- المقالة الحادية والثلاثون: الضجة والمجتمع
- المقالة الثانية والثلاثون: كلمة الختام